# Israel Chaim Wilner

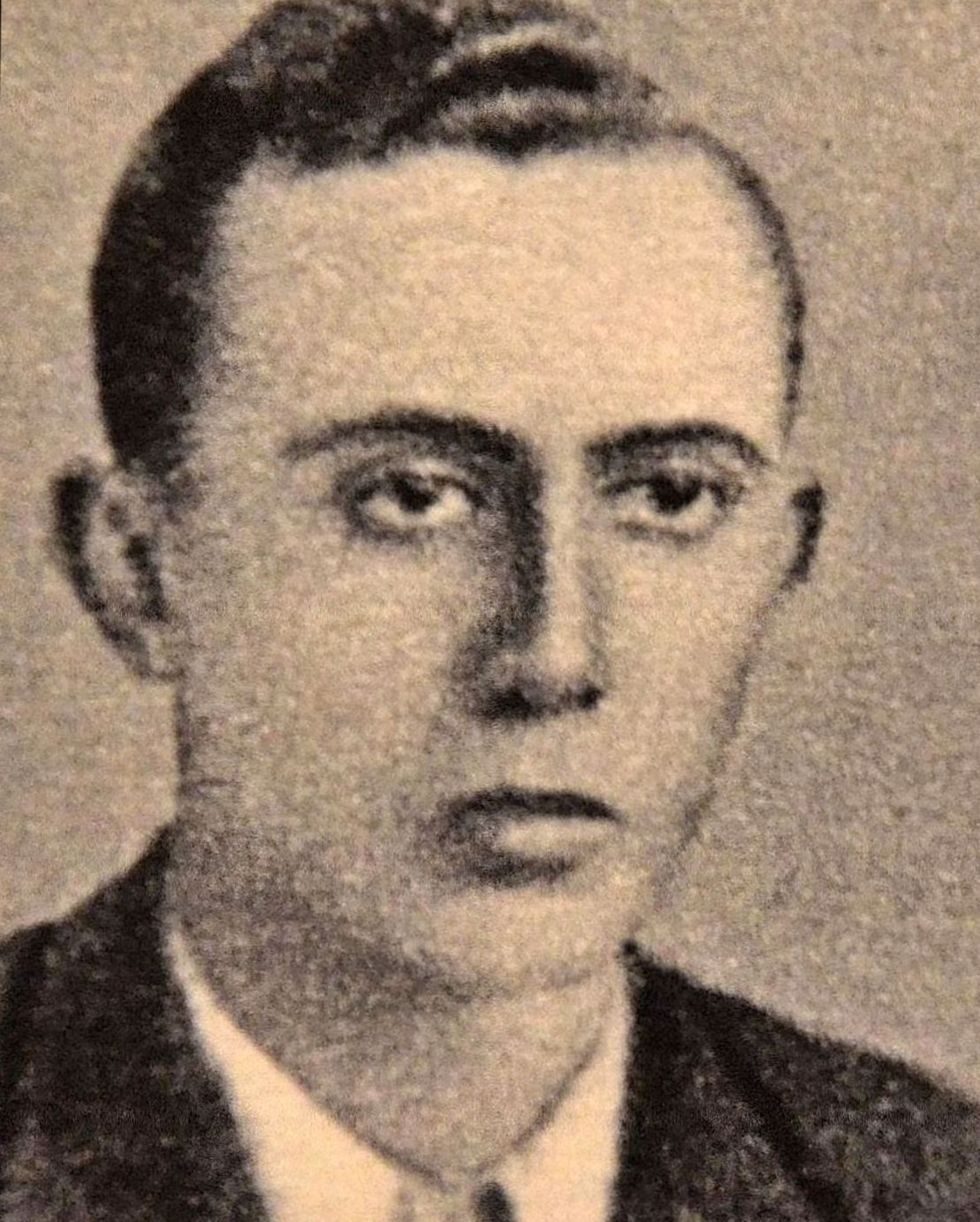
Israel Chaim Wilner

Israel Chaim Wilner, seud. Arie, Jurek (Varsovia, el 14 de noviembre de 1917 - Varsovia, el 8 de mayo de 1943) - activista del movimiento de resistencia judía durante la Segunda Guerra Mundial, poeta, oficial de enlace entre ŻOB (en español, Organización de Combate Judía) y Armia Krajowa (en español, Ejército Nacional) del lado ario, miembro del Estado Mayor de ŻOB, participante del Levantamiento del gueto de Varsovia.

## Biografía
Fue miembro de la organización juvenil sionista Hashomer Hatzair. Durante la ocupación alemana en 1942, participó en misiones a Cracovia y Częstochowa, cuyo propósito era organizar el movimiento de resistencia local. A finales de julio de 1942, poco después de que los alemanes iniciaran su acción de desplazamiento, en la calle Dzielna 34 en el kibutz de Dror, hubo una reunión de representantes de los movimientos juveniles: Dror, Hashomer Hatzair y Bnei Akiva, en el que decidieron establecer una Organización Judía de Combate. Wilner, junto con Josef Kapłan y Szmuel Bresław, representaron a Hashomer Hatzair.
En agosto de 1942 fue enviado por primera vez a la parte aria para establecer contactos con la resistencia polaca. Lo logró Henryk Woliński, seud. Wacław, representante de Referat Spraw Żydowskim Biura Informacji i Propagandy Komendy Głównej Armii Krajowej (en español, Departamento de Asuntos Judíos de la Oficina de Información y Propaganda de la Comisaría Central del Ejército Nacional), con quien mantuvo sus primeras conversaciones sobre cómo ayudar a organizar la resistencia armada contra la situación en el gueto.

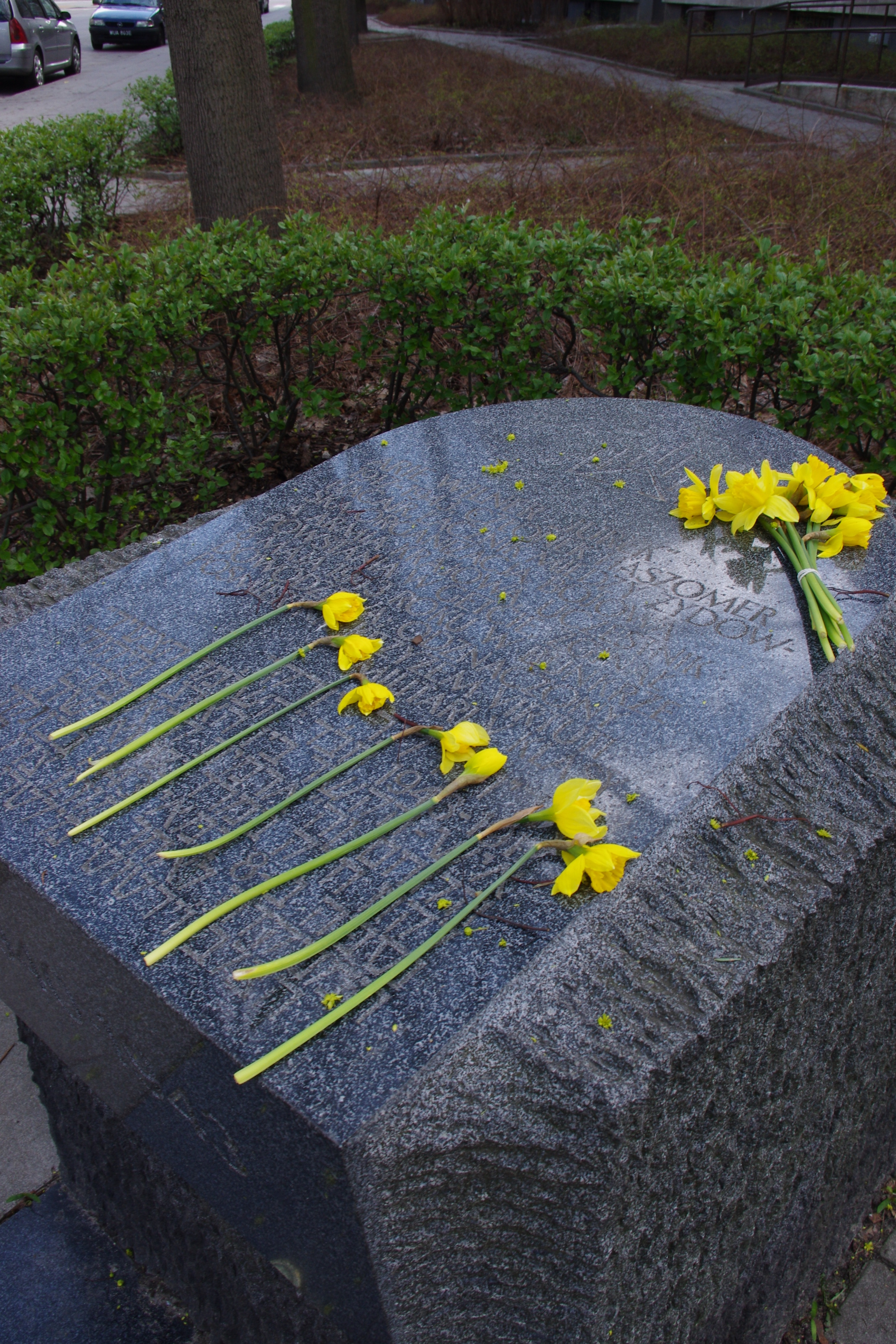
Bloque de piedra de la Ruta Conmemorativa del Martirio y Combate Judío que conmemora a Israel Chaim Wilner en la calle Zamenhofa en Varsovia

Fue representante de la resistencia judía en el lado ario en nombre de ŻOB. Junto con Adolf Berman, representante del Comité Nacional Judío, ŻKN (una organización que reúne a los partidos sionista y socialista), y Leon Feiner seud. Mikołaj, un representante del Comité Coordinador (la plataforma de cooperación de la ŻKN y el Bundismo) fue responsable de los contactos con la resistencia polaca. También fue responsable del contrabando de armas y de la transferencia de informaciones de la parte aria al gueto. Junto con otros representantes del movimiento clandestino judío, declaró su voluntad de subordinar las actividades de ŻOB a Delegatura Rządu na Kraj (en español, Delegación del Gobierno para Polonia) y a la Comisaría Central de Ejército Nacional. En noviembre de 1942, ŻOB fue aprobada como una organización paramilitar que adoptaba los métodos de organización y tácticas de lucha del Ejército Nacional.
En marzo de 1943 fue arrestado en el lado ario por la Gestapo. Fue sometido a una investigación durante la cual fue torturado. Fue rescatado y transportado al gueto, donde tuvo que ser operado operación debido a su estado de salud. En ese momento, permaneció en el piso de Lutek Rotblat en la calle Muranowska 44. Icchak Cukierman fue nombrado el representante de la ŻOB en el lado ario.
Supuestamente, durante la conversación con Henryk Woliński sobre las razones del Levantamiento, dijo: My nie chcemy ratować swojego życia. Z nas żaden żywy nie wyjdzie. My chcemy ratować ludzką godność. (en español, Nosotros no queremos salvar nuestras vidas. Ninguno de nosotros saldrá vivo. Nosotros queremos salvar la dignidad humana.).
Después del estallido del Levantamiento en el gueto, el 19 de abril de 1943, Wilner, junto con su grupo de combatientes lucharon en el gueto central, cerca de las calles: Zamenhofa, Miła y Franciszkańska. El 8 de mayo de 1943, después de que los alemanes descubrieran el búnker en la calle Miła 18 (donde se encontraba el cuartel general de ŻOB), junto con otros combatientes se suicidaron.
Según la relación de Tosia Altman, que estaba presente en el búnker, era precisamente Arie Wilner, quien gritó a un pequeño grupo de comabtientes, conducidos del búnker a través de las alcantarillas por Szymon Ratajzer seud. Kazik, el 10 de mayo de 1943, en calle Prosta 51. : Bojowcy, strzelajcie do siebie. Ostatnia kula nam się należy. Nie wpadniemy żywi w ręce Niemców! (en español, Combatientes, dispárense a ustedes mismos. Nos merecemos la última bala. ¡No caeremos vivos en las manos de los alemanes!).
Junto con otros combatientes de ŻOB, descansan en una tumba colectiva en un búnker enterrado en  la calle Miła, porque después de la guerra no hubo exhumación en este lugar.

## Distinciones y conmemoraciones
El 19 de abril de 1945 recibió póstumamente la Cruz de Plata de la Orden Virtuti Militari.
Arie Wilner fue conmemorado en uno de los bloques de piedra de la Ruta Conmemorativa del Martirio y Combate Judío de Varsovia, ubicada en la calle Zamenhofa. Su nombre también figura en el obelisco situado al pie del búnker Anielewicz, en la calle antes llamada Miła 18.